# Gay-friendly

Tęczowa flaga bywa używana do oznaczenia miejsc gay-friendly.

Gay-friendly (ang. gay „homoseksualny” oraz friendly „przyjazny”) lub też LGBT-friendly – epitet określający miejsca, działania, ludzi lub instytucje, które są otwarte i przyjazne dla osób homoseksualnych (w tym wszystkich osób należących do społeczności LGBTQ) w celu stworzenia środowiska, które wspiera osoby homoseksualne i ich związki, szanuje wszystkich ludzi, traktuje wszystkich równo i jest pozbawione uprzedzeń.

## Geneza terminu
Termin powstał pod koniec XX wieku w Ameryce Północnej jako produkt uboczny wynikający zarówno ze stopniowego wdrażania praw osób LGBTQ, jak i akceptacji polityki wspierającej osoby LGBTQ w miejscu pracy i w szkołach, a także uznania gejów i lesbijek za odrębną grupę konsumentów w sektorze biznesowym (pink dollar).

## Zastosowanie terminu

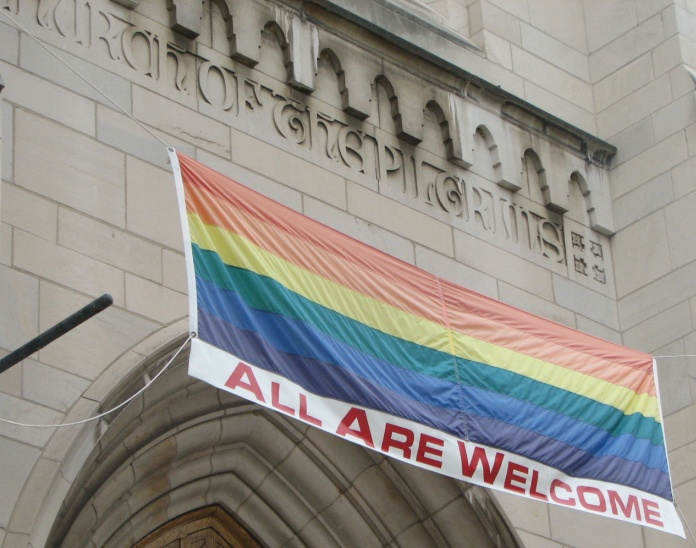
Transparent Wszyscy mile widziani z tęczową flagą nad wejściem do Kościoła Pielgrzymów w Waszyngtonie

Termin ten funkcjonuje w marketingu, turystyce i innych miejscach jako międzynarodowe pojęcie wyróżniające przyjazne, ukierunkowane na osoby LGBT działanie. Ze względu na międzynarodowy charakter tych przedsięwzięć marketingowych, powszechnie stosuje się anglojęzyczne określenie.

### W turystyce
Terminu używa się głównie w kontekście lokali i bazy hotelowej, ale również innych produktów turystycznych (wycieczki, pakiety usług) ukierunkowanych wyłącznie lub między innymi na homoseksualnych klientów.
Określenie to stosowane w stosunku do lokali nie oznacza, że ich właściciele życzą sobie tylko homoseksualnych klientów, ale że są oni równie mile widziani jak klienci heteroseksualni. Innymi słowy, przeznaczone są one dla wszystkich osób, bez względu na orientację seksualną, a lesbijki i geje są tam również zawsze mile widziani. Nie należy więc utożsamiać lokali gay-friendly z lokalami gejowskimi.

### W marketingu
Określenie gay-friendly w kontekście firm stosuje się w dwóch przypadkach:
- gdy odnotowano w nich środowisko pracy przyjazne dla osób homoseksualnych (np. Dell i Coca-Cola Company),
- gdy oferują produkty lub usługi, których docelową lub jedną z docelowych grup konsumentów są osoby LGB (np. KJ Beckett, Ginch Gonch lub Egotour[potrzebny przypis]). Kampanie reklamowe takich produktów lub usług są zazwyczaj bezpośrednio lub pośrednio skierowane do gejów i lesbijek (co nie wyklucza ich ukierunkowania również na inne grupy konsumentów).

Badanie nad marketingiem gay-friendly na rynku USA prowadzi od 2002 Human Rights Campaign, która corocznie publikuje ranking firm gay-friendly – Corporate Equality Index. Liczba firm, które w 100% spełniają ustalone przez organizacje kryteria, wciąż wzrasta.

## Kwestie ekonomiczne
Amerykański profesor, Richard Florida, uważa, że im bardziej dane miasto jest gay-friendly, tym lepiej prosperuje jego gospodarka i dochody jego mieszkańców są większe. Według niego to otwartość i tolerancyjność mieszkańców takich miast wytworzyła społeczności zdolne do osiągnięcia finansowego sukcesu, a nie uprzedni sukces gospodarczy przyciągnął otwartych i tolerancyjnych ludzi. Badania Floridy dowodzą także, że pięć najbardziej gay-friendly miast w Stanach Zjednoczonych (San Francisco, Seattle, Boston, Portland i Tampa) jest jednocześnie znakomicie prosperującymi centrami technicznej innowacji.

### Dochody i wydatki gejów i lesbijek
Uważa się, że osoby homoseksualne są forpocztą przemian społecznych i pasują do ulubionej przez reklamodawców grupy DINKS (Double Income, No Kids = „podwójny dochód, żadnych dzieci”). Z tego powodu wydają pieniądze chętniej niż osoby heteroseksualne. W amerykańskim badaniu na pytanie, na co przeznaczyliby sto tysięcy dolarów, geje wymieniali podróże i luksusowe przedmioty, zaś klienci heteroseksualni woleli te pieniądze zaoszczędzić na starość lub przekazać dzieciom.
Według badań, przeciętny amerykański gej zarabia rocznie około 90 tys. dolarów, podczas gdy przeciętny obywatel USA ma roczny dochód w wysokości nieco ponad jednej trzeciej tej sumy – 32 tys. dolarów. W Stanach Zjednoczonych dochód netto gejów i lesbijek wyniósł w 2004 ponad 610 miliardów dolarów. Inne badania mówią, że w USA konsumenci z tej grupy to około 16 milionów pełnoletnich osób, które mają roczne dochody sięgające łącznie 675 miliardów dolarów. Jeszcze inne badania szacują amerykańską społeczność LGB na 17 milionów osób o rocznych wydatkach sięgających 464 miliardów dolarów, czyli znacznie przewyższających wydatki takich mniejszości etnicznych jak Latynosi czy Azjaci. Amerykańskie firmy badawcze prognozują, że do 2011 roku wartość zakupów osób LGB ma przekroczyć rocznie 835 miliardów dolarów.
Według Towarzystwa Ekonomicznego Gejów i Lesbijek wartość rynku LGB w Polsce to 12,1 mld zł rocznie, a 70% osób z tej grupy zarabia powyżej średniej krajowej. Badania firmy GLB Celcius, przedstawione w tygodniku Wprost w 2004 roku, wykazały, że przeciętna osoba homoseksualna w Polsce wydaje na towary i usługi dwa razy więcej niż pozostali obywatele oraz że 70% polskich gejów i lesbijek zarabia powyżej średniej krajowej.
Według badań z 2006, zyski brytyjskich gejów, stanowiących około 6% populacji, ocenia się na 130 miliardów dolarów rocznie, przy czym zdeklarowani geje zarabiają 18 tys. dolarów, a lesbijki 12 tys. dolarów powyżej średniej krajowej.
Choć we Francji, jak wynika z badań marketingowych, osoby homoseksualne zarabiają nieco poniżej średniej krajowej, to postrzega się ich jako klientów chętnie wydających pieniądze i poświęcających temu więcej czasu. Na sklepach i punktach usługowych, które są gay-friendly pojawiają się tam specjalne naklejki z symbolem wieloryba, przyznawane przez stowarzyszenie powołane do tego celu.

### Reklama
Początkowo reklamy marek, które chciały pozyskać klientów LGBT, pojawiały się wyłącznie w gejowskich gettach w bardziej liberalnych miastach USA, takich jak: Nowy Jork, Hollywood, czy San Francisco. W pierwszej dekadzie XXI w. firmy te wyszły z szafy, a nawet używają tolerancyjnego wizerunku do celów marketingowych.
W 1994 Ikea stworzyła pierwszą reklamę skierowaną do gejów (para gejów wybierała w niej i kupowała stół do jadalni). Wówczas, aby nie wywołać protestów, spot reklamowy pokazywano tylko w nocy. Jego emisję szybko jednak zawieszono z powodu gróźb o podłożeniu bomby w sklepie firmy. Podobnie wyglądają współczesne kampanie reklamowe firmy – najnowsza, rozpoczęta kilka miesięcy temu, używa wizerunku dwóch przytulonych do siebie mężczyzn – czarnoskórego i Azjaty – z białym dzieckiem i psem.
Jako pierwsza spośród wielkich koncernów firma Absolut opublikowała swoje reklamy w gejowskim czasopiśmie „The Advocate” w latach 80. XX wieku. Kolejną było Subaru – komunikacja marketingowa tej marki okazała się być receptą na sukces.
Od początku XXI wieku o dobry wizerunek w oczach osób LGB zadbały inne znane marki: American Airlines, Ford, Kimpton Hotels, Kraft Foods oraz Travelocity, dzięki którym nakłady na reklamy w prasie gejowskiej i lesbijskiej wzrosły w 2006 do 212 milionów dolarów, czyli o 1/4 w stosunku do roku 2003. Brytyjski magazyn dla lesbijek „Diva” w latach 2001–2006 odnotował wzrost zysków z reklamy o 73%.
Firmy coraz chętniej kupują atrakcyjne powierzchnie reklamowe w popularnych magazynach gejowskich. W 2006 miejsce na pierwszych stronach niemieckiego miesięcznika „Siegesäule” (50 tys. egz. nakładu) zarezerwowała sobie Nivea, a powierzchnię na okładce zajmują reklamy samochodów Mini lub Smart.
Współcześnie reklamy skierowane do homoseksualnych klientów są stałym elementem kampanii reklamowych m.in. firm Ikea, Volvo i Ford. W 2004 na tak ukierunkowaną reklamę w USA wydano ponad 207 milionów dolarów, a w 2005 blisko 250 milionów.
Według Gay Press Raport 2007, ponad 183 marki z listy największych amerykańskich przedsiębiorstw Fortune 500 kierowały reklamy swoich produktów do homoseksualnych konsumentów. Rozwój reklamy skierowanej do tej grupy konsumentów wyraźnie się rozwija – w 1994 takich firm było 19, a przez 10 lat nakłady na reklamę skierowaną do LGB wzrosły o 206%.
Zainteresowane homoseksualnymi konsumentami firmy w większości tworzą jednak reklamy tylko w sposób aluzyjny przemawiające do tej grupy klientów, gdyż obawiają się, że bezpośrednie skierowanie kampanii marketingowej w stronę mniejszości seksualnych spowoduje utratę klientów niechętnych środowiskom LGB. Tego typu reklamy podnoszą atrakcyjność produktu lub usługi w oczach osób homoseksualnych, a zawarta w nich aluzja często jednocześnie pozostaje nierozpoznana przez osoby nieprzychylne gejom i lesbijkom. Przekaz tego typu reklam jest ponadto bardziej uniwersalny i subtelny, dociera do konsumentów o różnych orientacjach seksualnych. Reklamy takie określa się terminem gay vague.
Jako gay-friendly reklamują się również niektóre miasta. W oficjalnym miejskim przewodniku What's on Oslo promującym stolicę Norwegii, informuje się: Oslo is a very gay-friendly city to visit and the large gay, lesbian, and bisexual community ensures that Oslo has it all – from highbrow art shows to the outdoor parties through all seasons. Wymienia się przy tym imprezy gejowskie, lokale i organizacje. Opłacalność takiej promocji zauważyły również inne miasta: Le Mans we Francji, Berlin, Nova Iguaçu w Brazylii oraz prowincja KwaZulu-Natal w Południowej Afryce. W lipcu 2008 roku władze Krakowa zapowiedziały wydanie przez urząd miasta przewodnika po Krakowie skierowanego dla gejów i lesbijek oraz kampanii reklamowej skierowanej dla tej grupy turystów.

### Produktygay-friendly
Trzy czwarte gejów i lesbijek preferuje produkty firm uważanych za gay-friendly. 32% gejów przyznało, że w 2007 zmienili produkty i usługodawców, z których korzystali, na takie, które wspierają sprawy związane ze społecznością LGB. W USA i w Europie istnieje szereg produktów gay-friendly, np:
- Bankowość – na amerykański rynek weszła karta kredytowa dla lesbijek Olivia WorldPoints Platinum Plus Visa Credit Card. Dokonując transakcji taką kartą, klientka zbiera punkty, które możne zamienić na wycieczki firmy Olivia (jedna z firm turystycznych dla lesbijek). Karta jest przez prezes spółki Amy Errett uważana za sposób demonstrowania przez lesbijki ich pozycji społecznej[10]. W Niemczech specjalną ofertę dla homoseksualnych klientów przygotowały m.in.: Deutsche Bank, CitiBank i VW Bank[8].
- Opieka medyczna – w USA istnieje sieć prywatnych klinik dla segmentu LGB, która w 2006 liczyła 77 przychodni i szpitali; instytucje te w 2005 obsłużyły 280 tysięcy klientów. W Berlinie otwarto dom starców dla gejów i lesbijek[10][20].
- Moda – do świata mody skierowanego do klientów LGBT weszły m.in. skórzane spodnie, kurtki i czapki noszone przez kobiety (Dolce & Gabbana, Jean-Paul Gaultier) i tzw. „hanky code”[10].
- Produkty dziecięce – w USA pojawiła się linia odzieży dla niemowląt obejmująca koszulki, śliniaczki i inne produkty opatrzone logo I love my dads („Kocham moich tatusiów”) lub I love my moms („Kocham moje mamusie”)[10].
- Media – Sony BMG założył wytwórnię Music with a Twist, która wydaje płyty artystów LGB. Powstały stacje telewizyjne dla widzów LGB: GAY.tv, HereTV, Logo (część MTV) oraz OutzoneTV (sieć Bravo). Wydawcy magazynu dla mężczyzn „Playboy” postanowili wydawać jego gejowską odmianę[10].

Efekt ekonomiczny gay-friendly zauważają także przewoźnicy, którzy decydują się na sponsorowanie imprez LGB. Linie lotnicze Delta Air Lines od 2003 są sponsorem gejowskich parad i oficjalnym przewoźnikiem „Pride Festival” w Atlancie, Bostonie, Cincinnati, Nowym Jorku, Salt Lake City i San Francisco oraz „Gays Days” w Orlando. Sponsorem i przewoźnikiem Christopher Street Day w San Francisco były linie Southwest Airlines. Jednymi z pierwszych gay-friendly były linie lotnicze American Airlines, które dzięki swoim praktykom marketingowym otrzymały maksymalną ocenę w Corporate Equality Index. Dla osób o orientacji homoseksualnej organizuje się nawet specjalne programy lojalnościowe.
Konsument produktów gay-friendly jest cenny dla ich producentów również z innego powodu. Według badań przeprowadzonych przez Outright w 2006 wynika, że ponad jedna trzecia brytyjskich gejów i lesbijek dzięki reklamom skierowanym do nich wykazuje lojalność wobec marki – mimo jakości produktów porównywalnej do innych firm.
Nie wszystkie inwestycje w tym sektorze okazują się rentowne. Telewizja GAY.tv mimo dużej popularności na początku 2007 ogłosiła bankructwo, od tego czasu stacja skupiła się na utrzymaniu strony internetowej, a na antenie pojawia się muzyka. Podobny los spotkał internetowy G&L Bank (powstał w 1999) od początku borykający się z problemami finansowymi. Ostatecznie upadł trzy lata później.

### Turystyka
Rynek gay-friendly stał się przedmiotem szeroko zakrojonych badań marketingowych, zwłaszcza w sektorze turystyki. Agencja marketingowa Out Now podaje, że wartość turystyki gejowskiej w Wielkiej Brytanii szacowana jest na trzy miliardy funtów (suma porównywalna z PKB Mongolii), zaś badania austriackie wykazują, że osoby homoseksualne częściej niż heteroseksualne wybierają droższe usługi szukając miejsc urlopowych, w których na turystę-geja nie patrzą wilkiem, kiedy idzie ulicą, trzymając swego przyjaciela za rękę, lub kiedy zamawiają wspólny pokój w hotelu.
Potwierdzają to także przedstawiciele Międzynarodowego Stowarzyszenia Turystycznego Gejów i Lesbijek. W badaniach przeprowadzonych w 2000 przez międzynarodowy instytut badawczy Tourism Intelligence International okazało się, że turystyka gejowska stanowiła blisko 10% światowego rynku turystycznego i obejmowała ponad 70 milionów podróży po całym świecie. W 2006 GLTA (Gay and Lesbian Tennis Alliance) podała dane mówiące już o ponad 12% rynku. Podobne są wyniki badań rynkowych „Community Marketing”, według których 91% żyjących w USA gejów udało się w ciągu ostatnich 12 miesięcy w podróż w celach wypoczynkowych (podczas gdy ogólnoamerykańska średnia to 64%), a homoseksualny mężczyzna podróżuje 10 razy częściej niż heteroseksualny.
W czerwcu 2021 w Poznaniu powstał pierwszy komercyjny hostel gay-friendly w Polsce o nazwie Hostel Stonewall. Projekt łączy działalność społeczną i biznesową. Zyski przeznaczane są na realizację celów statutowych organizacji Grupa Stonewall, w tym bezpłatną pomoc psychologiczną i prawną dla osób LGBT+ i mieszkanie interwencyjne dla osób LGBT+ w kryzysie bezdomności.